# 東查姆帕蘭縣
東查姆帕蘭縣是印度的一個縣，位於該國東北部，由比哈爾邦負責管轄，面積3,968平方公里，每年平均降雨量1,241毫米，2011年人口5,082,868，人口密度每平方公里1281人。县治为莫蒂哈里。

## 外部連結
- East Champaran district website （页面存档备份，存于）
- East Champaran Information Portal